# Relais 4 × 400 mètres féminin aux Jeux olympiques d'été de 2004
Navigation
Sydney 2000 Pékin 2008
L'épreuve du relais 4 × 400 mètres féminin aux Jeux olympiques de 2004 s'est déroulée les 27 et 28 août 2004 au Stade olympique d'Athènes, en Grèce. Elle est remportée par l'équipe des États-Unis (DeeDee Trotter, Monique Henderson, Sanya Richards et Monique Hennagan).
L'Américaine Crystal Cox, qui a participé aux séries, admet avoir utilisé des stéroïdes anabolisants de 2001 à 2004. Le CIO a décidé de retirer la médaille d'or de Crystal Cox et a demandé à l'IAAF de prendre une décision concernant l'équipe américaine. Le CIO et l'IAAF décident finalement de maintenir le résultat en raison du fait qu'une équipe ne doit pas être disqualifiée en raison d'une infraction de dopage par un athlète qui n'a pas participé à la finale.

## Résultats

### Finale
| Rang               | Athlètes    | Pays                                                               | Temps         | Note |
| ------------------ | ----------- | ------------------------------------------------------------------ | ------------- | ---- |
| Médaille d'or      | États-Unis  | DeeDee Trotter Monique Henderson Sanya Richards Monique Hennagan   | 3 min 19 s 01 | SB   |
| Médaille d'argent  | Russie      | Olesya Krasnomovets Natalia Nazarova Olesya Zykina Natalya Antyukh | 3 min 20 s 16 | SB   |
| Médaille de bronze | Jamaïque    | Novlene Williams Michelle Burgher Nadia Davy Sandie Richards       | 3 min 22 s 00 | SB   |
| 4                  | Royaume-Uni | Donna Fraser Catherine Murphy Christine Ohuruogu Lee McConnell     | 3 min 25 s 12 | SB   |
| 5                  | Pologne     | Zuzanna Radecka Monika Bejnar Małgorzata Pskit Grażyna Prokopek    | 3 min 25 s 22 |      |
| 6                  | Roumanie    | Angela Moroşanu Alina Rapanu Maria Rus Ionela Tirlea-Manolache     | 3 min 26 s 81 | SB   |
| 7                  | Inde        | Sathi Geetha K. M. Beenamol Chitra K. Soman Rajwinder Kaur         | 3 min 28 s 51 |      |
| 8                  | Grèce       | Hariklia Bouda Hrisoula Goudenoudi Dimitra Dova Faní Halkiá        | 3 min 45 s 70 |      |

## Légende
Records et Performances
- AR : Record continental (area record)
- CR : Record des championnats (championship record)
- MR : Record du meeting (meet record)
- NR : Record national (national record)
- OR : Record olympique (olympic record)
- PR : Record paralympique (paralympic record)
- PB : Record personnel (personal best)
- SB : Meilleure performance personnelle de la saison (season's best)
- WL : Meilleure performance mondiale de l'année (world leader)
- WJR : Record du monde junior (world junior record)
- WR : Record du monde (world record)

Circonstances et Conditions
- DNF : N'a pas terminé (did not finish)
- DNS : N'a pas pris le départ (did not start)
- DQ : Disqualification (disqualification)
- NM : Aucun essai valable enregistré (No Mark)
- Q : Qualifié « directement » au prochain tour (ou à la prochaine compétition), lors d'une compétition majeure, grâce au classement ou à la réalisation des minima (automatic qualifier)
- q : Qualifié au prochain tour (ou à la prochaine compétition), lors d'une compétition majeure, grâce au repêchage ou à la réalisation de l'une des meilleures performances parmi celles des « non qualifiés directement » (grâce au meilleur temps ou à la meilleure distance par exemple) (secondary qualifier)